# Baldur's Gate II: Throne of Bhaal
Baldur's Gate II: Throne of Bhaal — це сюжетне розширення для рольової відеоігри Baldur's Gate II: Shadows of Amn, що додає до гри багаторівневе підземелля і завершує основний сюжет. Також було представлено кілька нових видів зброї та магічних навичок, підвищено максимальний рівень персонажа і вдосконалено графічну складову оригіналу. У вересні 2001 року вийшов однойменний роман за авторством Дрю Карпішина.

## Ігровий процес
Детальніші відомості про ігровий процес ви можете знайти в статті Baldur's Gate II: Shadows of Amn.
Хоча розширення зберігає фундаментальні ігрові механіки Shadows of Amn, а нові локації включені у вже існуючу карту світу з оригінальної гри, було внесено ряд налаштувань і покращень: підвищено максимальний рівень персонажа, додано нових ворогів та внутрішньоігрові предмети.
Крім того, якщо гравець завершив основну сюжетну кампанію, у Throne of Bhaal є можливість завантажити ігрове збереження і почати сюжет розширення зі своїми персонажами і їх спорядженням.

## Реліз
У Сполучених Штатах Throne of Bhaal посіла 5 місце в чарті продажів комп’ютерних ігор NPD Intelect за період з 24 по 30 червня, потім опустилася на 7 місце на другому тижні та на 10 місце на третьому. На четвертому тижні її вже не було в тижневому топ-10. Однак, за даними NPD, Throne of Bhaal залишався у місячних чартах продажів на 13-му місці в липні та 20-му в серпні. Вона вийшла з місячного топ-20 до вересня 2001 року. До першого тижня листопада тільки в Сполучених Штатах було продано 85 451 копію. Освітлюючи ці події, рецензент з GameSpot зазначив, що гра «добре продавалась і продовжує це робити». Продажі в Сполучених Штатах коливалися між відміткою від 100 тисяч до 480 тисяч копій до 2006 року.
За даними BioWare, глобальні продажі Throne of Bhaal досягли приблизно 500 тисяч копій до грудня 2002 року.

## Оцінки і відгуки
Доповнення загалом було сприйнято позитивно професійними критиками та ігровою спільнотою. Редакція Computer Gaming World писала: «Throne of Bhaal зробив те, що мала зробити Ultima IX: він став чудовим прощальним поклоном франшизи. Це чудова і гідна нагорода тим, хто провів свого маленького героя всім шляхом, починаючи з оригінальної Baldur's Gate». Gamespot пропонував гравцеві, який дійшов до кінця, озирнутися на минулі ігри серії та оцінити, наскільки великий шлях був пройдений ними і назвав доповнення «повнорозмірною грою», яка не просто відповідає високим стандартам, встановленим її попередниками, але й у деяких випадках їх перевершує. Оглядачі PC Gamer US назвали Throne of Bhaal «такою ж майстерною, як Baldur's Gate II», вказавши, що «ймовірно, це найбільший пакет доповнень за весь час».
Графічне оформлення оглядачі назвали подібним до оригіналу і навіть більш детальним, ніж у Shadows of Amn. У GameSpot позитивно оцінювалися деталізація нових областей, їхня візуальна привабливість і своєрідність, а також велика кількість анімації фонів. Деякі рецензенти відзначили, що загалом рушій Infinity Engine, який використовувався у всій серії Baldur's Gate, починаючи з першої частини, на момент виходу Throne of Bhaal вже був досить застарілим і зберіг свої неприємні особливості, такі як проблеми зі знаходженням шляху персонажами. Проте в цілому формат доповнення, що використовує рушій і значну частину графічних ресурсів Baldur's Gate II, не передбачав будь-яких суттєвих поліпшень — лише дещо зросли системні вимоги через масштабніші битви та велику кількість використовуваних заклинань з графічними ефектами.